# Менела (Изернија)
Менела је насеље у Италији у округу Изернија, региону Молизе.
Према процени из 2011. у насељу је живело 21 становника. Насеље се налази на надморској висини од 601 м.